# Десислава Георгиева (политик)
Десислава Илиева Георгиева е български политик. Народен представител в XLVIII народно събрание от партия „Възраждане“ и настоящ независим общински съветник в община Пазарджик.

## Биография
Десислава Георгиева е родена на 7 август 1987 г. в град Пазарджик, Народна република България.

## Политическа дейност

### Парламентарни избори през 2022 г.
На парламентарните избори през 2022 г. е кандидат за народен представител от листата на партия „Възраждане“, 2-ра в 13 МИР Пазарджик. Избрана е за народен представител.

### Местни избори през 2023 г.
На местните избори 29.10.2023 е издигната като кандидат за кмет на община Пазарджик от „Възраждане“ и водач на листата за общински съветници на партията. Избрана е за общински съветник и полага клетва на 16 ноември 2023. Оглавява Постоянната комисия за Жалби, сигнали и предложения на гражданите, избрана е и за член на Комисията по Здравеопазване и социални дейности.
На 12 април 2024 година, тя напуска Възраждане заедно с общинското ръководство на партията в Пазарджик. На пресконференция тя обявява, че напуска партията, поради системното грубо вмешателство в работата й от страна на народния представител, избран от областта, както и от страна на националното ръководство, като е била притискана да участва в задкулисни уговорки и да гласува решения в общинския съвет, които са в ущърб на пазарджиклии. Тя продължава да е независим общински съветник и да е активна част от политическия и обществен живот на общината. 